# Femman (fotbollsserie)
Femman (finska:Vitonen) är den sjätte högsta fotbollsserien för herrar i Finland. Zonvinnare flyttas upp till Fyran och de sämsta lagen degraderas till Sexan.

## Administration
Femman styrs  - i likhet med lägre serier (Trean och neråt) - av Finlands Bollförbunds (FBF) regionala distrikt. Fördelningen av Femmans 20 serier lyder som följer:
- Helsingfors FBF - 3 zoner
- Nylands FBF - 4 zoner
- Sydöstra Finlands FBF - 2 zoner
- Östra Finlands FBF - 3 zoner
- Mellersta Finlands FBF - 1 zon
- Norra Finlands FBF - 1 zon
- Mellersta Österbottens FBF  - 1 zon
- Vasas FBF  - 1 zon
- Satakundas FBF - 1 zon
- Tammerfors FBF - 2 zoner
- Åbos FBF - 1 zon

## Zoner och lag 2010

### Helsingfors(Helsinki)
Helsingfors distrikts lag spelar i 3 zoner med 10 lag vardera.  Zonvinnare flyttas upp till Fyran och de sämsta lagen degraderas till Sexan.

#### Zon 1
| Nr  | Mest Använda Namn | Stad                     | Officiellt Lagnamn                      | Upp/nerflyttningar från 2009 |
| --- | ----------------- | ------------------------ | --------------------------------------- | ---------------------------- |
| 1.  | AFC EMU           | Tranbacka, Helsingfors   | Athletic Football Club EMU              | Zon 3 2009                   |
| 2.  | FC Botan          | Åggelby, Helsingfors     | FC Botan                                | Zon 3 2009                   |
| 3.  | FC POHU/Playboys  | Norra Haga, Helsingfors  | FC Pohjois-Haagan Urheilijat / Playboys | Uppflyttade från Sexan       |
| 4.  | HeKuLa            | Hagnäs, Helsingfors      | Helsingin Kukkaislapset                 |                              |
| 5.  | Kurvin Vauhti     | Åshöjden, Helsingfors    | Kurvin Vauhti                           | Zon 2 2009                   |
| 6.  | PPV/Seos          | Smedjebacka, Helsingfors | Pajamäen Pallo-Veikot / Seos            |                              |
| 7.  | SAPA/2            | Helsingfors              | SAPA (Savannan Pallo) / 2               | Uppflyttade från Sexan       |
| 8.  | SS Stanley        | Åggelby, Helsingfors     | SS Stanley                              | Zon 2 2009                   |
| 9.  | Strikers/Bertil   | Helsingfors              | Strikers / Bertil                       | Degraderade från Fyran       |
| 10. | Töölön Taisto     | Tölö, Helsingfors        | Töölön Taisto                           | Uppflyttade från Sexan       |

#### Section 2
| Nr  | Mest Använda Namn | Stad                     | Officiellt Lagnamn                          | Upp/nerflyttningar från 2009 |
| --- | ----------------- | ------------------------ | ------------------------------------------- | ---------------------------- |
| 1.  | Colo-Colo/UNO     | Tölö, Helsingfors        | Colo-Colo / UNO                             | Zon 1 2009                   |
| 2.  | FC Kuitu/2        | Nordsjö, Helsingfors     | FC Kuitu / 2                                | Zon 3 2009                   |
| 3.  | FC POHU/Swigu     | Norra Haga, Helsingfors  | FC Pohjois-Haagan Urheilijat / Swigu        | Uppflyttade från Sexan       |
| 4.  | FFR               | Helsingfors              | FFR (Fotbollsföreningen Rugbyplanspojkarna) | Uppflyttade från Sexan       |
| 5.  | HePuLi            | Helsingfors              | Helsingin Punalippu                         | Zon 3 2009                   |
| 6.  | Ponnistus/2       | Helsingfors              | Helsingin Ponnistus / 2                     | Zon 3 2009                   |
| 7.  | PPV/2             | Smedjebacka, Helsingfors | Pajamäen Pallo-Veikot / 2                   |                              |
| 8.  | Tavastia          | Helsingfors              | FC Tavastia                                 | Degraderade från Fyran       |
| 9.  | ToTe/Avauspotku   | Majstad, Helsingfors     | Toukolan Teräs / Avauspotku                 |                              |
| 10. | Vesa/Töölö        | Tölö, Helsingfors        | Töölön Vesa                                 | Uppflyttade från Sexan       |

#### Zon 3
| Nr  | Mest Använda Namn | Stad                      | Officiellt Lagnamn                             | Upp/nerflyttningar från 2009 |
| --- | ----------------- | ------------------------- | ---------------------------------------------- | ---------------------------- |
| 1.  | Ellas             | Helsingfors               | FC Ellas Helsinki                              | Zon 1 2009                   |
| 2.  | FC POHU/Simpsons  | Norra Haga, Helsingfors   | FC Pohjois-Haagan Urheilijat / Simpsons        | Zon 2 2009                   |
| 3.  | Geishan Pallo     | Helsingfors               | Geishan Pallo                                  | Uppflyttade från Sexan       |
| 4.  | HJK-j/Lsalo       | Degerö, Helsingfors       | Helsingin Jalkapalloklubi Juniorit / Laajasalo | Uppflyttade från Sexan       |
| 5.  | HPS/2             | Helsingfors               | Helsingin Palloseura / 2                       | Zon 2 2009                   |
| 6.  | MaKu/Legends      | Rönnbacka, Helsingfors    | Marmiksen Kuula / Legends                      | Uppflyttade från Sexan       |
| 7.  | PH-99             | Helsingfors               | Pallo Hukassa-99                               | Degraderade från Fyran       |
| 8.  | PPJ/Akatemia      | Drumsö, Eira, Helsingfors | Pallopojat Juniorit / Akatemia                 | Zon 1 2009                   |
| 9.  | RoU               | Kasberget, Helsingfors    | Roihuvuoren Urheilijat                         | Zon 1 2009                   |
| 10. | Valtti            | Puotinkylä, Helsingfors   | Puotinkylän Valtti                             | Degraderade från Fyran       |

### Nyland(Uusimaa)
Nylands distrikts lag spelar i fyra 10-lags serier.  Zonvinnare flyttas upp till Fyran och de två sämsta lagen degraderas till Sexan.

#### Zon 1
| Nr  | Mest Använda Namn | Stad                | Officiellt Lagnamn                           | Upp/nerflyttningar från 2009 |
| --- | ----------------- | ------------------- | -------------------------------------------- | ---------------------------- |
| 1.  | BK-46 Nk02        | Karis, Raseborg     | Bollklubben-46 / Nollkontroll 02             |                              |
| 2.  | Ehawks            | Esbo                | Espoo Hawks                                  | Uppflyttade från Sexan       |
| 3.  | FC Lohja          | Lojo                | FC Lohja                                     | Degraderade från Fyran       |
| 4.  | FC RaHi           | Nummi-Pusula        | FC Raskas Hiki                               |                              |
| 5.  | HC Ränni          | Esbo                | Herraclubi Ränni                             | Zon 2 2009                   |
| 6.  | HooGee            | Gäddvik, Esbo       | Haukilahden Pallo-Gäddviks Boll              | Degraderade från Fyran       |
| 7.  | KyIF/FCK 2        | Kyrkslätt           | Kyrkslätt Idrottsförening / FC Kirkkonummi 2 |                              |
| 8.  | OT-77 FC Puhallin | Olars, Esbo         | Olarin Tarmo -77 / FC Puhallin               | Uppflyttade från Sexan       |
| 9.  | VeVe              | Veikkola, Kyrkslätt | Veikkolan Veikot                             | Uppflyttade från Sexan       |
| 10. | ViTa              | Virkby, Lojo        | Virkkalan Tarmo                              |                              |

#### Zon 2
| Nr  | Mest Använda Namn | Stad          | Officiellt Lagnamn                  | Upp/nerflyttningar från 2009 |
| --- | ----------------- | ------------- | ----------------------------------- | ---------------------------- |
| 1.  | FC Babylon X      | Esbo          | Football Club Babylon / X           | Uppflyttade från Sexan       |
| 2.  | FC Samba          | Esbo          | Football Club Samba                 |                              |
| 3.  | FC Vantaa         | Vanda         | Football Club Vantaa                | Uppflyttade från Sexan       |
| 4.  | HooGee 4          | Gäddvik, Esbo | Haukilahden Pallo-Gäddviks Boll / 4 | Uppflyttade från Sexan       |
| 5.  | Kilo IF 3         | Kilo, Esbo    | Kilo Idrottsförening / 3            |                              |
| 6.  | OK                | Olars, Esbo   | Olarin Kiksi                        |                              |
| 7.  | OT-77 2           | Olars, Esbo   | Olarin Tarmo -77 / 2                | Zon 1 2009                   |
| 8.  | PuM               | Esbo          | Punainen Mylly                      | Zon 1 2009                   |
| 9.  | Team Vanpa        | Vanda         | Team Vanpa                          | Zon 3 2009                   |
| 10. | Tikka             | Esbo          | Espoon Tikka                        | Degraderade från Fyran       |

#### Zon 3
| Nr  | Mest Använda Namn | Stad                 | Officiellt Lagnamn               | Upp/nerflyttningar från 2009 |
| --- | ----------------- | -------------------- | -------------------------------- | ---------------------------- |
| 1.  | AC Vantaa 2       | Vanda                | Jalkapalloseura Airport City / 2 |                              |
| 2.  | FC Insiders       | Nurmijärvi           | FC Insiders                      | Uppflyttade från Sexan       |
| 3.  | FC Tuusula        | Tusby                | FC Tuusula                       | Zon 4 2009                   |
| 4.  | IVU               | Vanda                | Itä-Vantaan Urheilijat           | Degraderade från Fyran       |
| 5.  | KoiPS             | Björkby, Vanda       | Koivukylän Palloseura            | Zon 4 2009                   |
| 6.  | KOPSE 2           | Korso, Vanda         | Korson Palloseura / 2            | Uppflyttade från Sexan       |
| 7.  | KP-75/Kyytipojat  | Kervo                | Keravan Pallo -75 / Kyytipojat   | Uppflyttade från Sexan       |
| 8.  | NJS 2             | Klövskog, Nurmijärvi | Nurmijärven Jalkapalloseura / 2  |                              |
| 9.  | RePa-93           | Räckhals, Vanda      | Rekolan Pallo -93                |                              |
| 10. | SibboV 2          | Sibbo                | IF Sibbo-Vargarna / 2            |                              |

#### Zon 4
| Nr  | Mest Använda Namn | Stad             | Officiellt Lagnamn          | Upp/nerflyttningar från 2009 |
| --- | ----------------- | ---------------- | --------------------------- | ---------------------------- |
| 1.  | Akilles           | Borgå            | Porvoon Akilles             | Degraderade från Fyran       |
| 2.  | Apollo            | Hyvinge          | Palloiluseura Apollo        |                              |
| 3.  | FC Loviisa        | Lovisa           | FC Loviisa                  | Uppflyttade från Sexan       |
| 4.  | JäPS M2           | Träskända        | Järvenpään Palloseura / M2  | Degraderade från Fyran       |
| 5.  | KelA              | Mariefors, Tusby | Kellokosken Alku            |                              |
| 6.  | KP-75 / Sapo      | Kervo            | Keravan Pallo -75 / Sapo    | Zon 2 2009                   |
| 7.  | Lahen Pojat JS    | Lahtis           | Lahen Pojat Jalkapalloseura | Uppflyttade från Sexan       |
| 8.  | Orient U          | Vanda            | Orient United               | Uppflyttade från Sexan       |
| 9.  | RIlves 2          | Riihimäki        | Riihimäen Ilves / 2         |                              |
| 10. | RiSa              | Riihimäki        | Riihimäen Sarvet            |                              |

### Sydöstra Finland(Kaakkois-Suomi)
Sydöstra Finlands distrikt är indelat i två regionala serier, den Södra zonen och den Norra zonen. I den Södra zonen spelar elva lag och alla möter alla en gång på hemma- och en gång på bortaplan. I den Norra zonen spelar 6 lag som möter varandra 3 gånger.  Zonvinnarna flyttas upp till Fyran medan de lag som slutar tionde och elfte i Södra zonen och det lag som slutar sjätte i Norra zonen degraderas till  Sexan.

#### Södra zonen
| Nr  | Mest Använda Namn | Stad                            | Officiellt Lagnamn     | Upp/nerflyttningar från 2009 |
| --- | ----------------- | ------------------------------- | ---------------------- | ---------------------------- |
| 1.  | Atomit            | Lovisa                          | Atomit Loviisa         |                              |
| 2.  | FC Kausala        | Kouvola                         | FC Kausala             | Uppflyttade från Sexan       |
| 3.  | Jäntevä Ukot      | Kotka                           | Jäntevä Ukot           |                              |
| 4.  | Kiri              | Kotka                           | Kotkan Kiri            |                              |
| 5.  | KPonsi            | Kouvola                         | Korian Ponsi           |                              |
| 6.  | LIK               | Liljendal, Lovisa               | Liljendal Idrottsklubb |                              |
| 7.  | PeKa              | Karhula, Kotka                  | Peli-Karhut            |                              |
| 8.  | PoPo              | Popinniemi, Kotka               | Popinniemen Ponnistus  |                              |
| 9.  | Purha             | Ingerois, Anjalankoski, Kouvola | Inkeroisten Purha      | Degraderade från Fyran       |
| 10. | ViSa              | Vederlax                        | Vesilahden Visa        |                              |
| 11. | VKajo             | Valkeala, Kouvola               | Valkealan Kajo         | Norra zonen 2009             |

#### Norra zonen
| Nr | Mest Använda Namn | Stad                   | Officiellt Lagnamn                                        | Upp/nerflyttningar från 2009 |
| -- | ----------------- | ---------------------- | --------------------------------------------------------- | ---------------------------- |
| 1. | FC PotkuPallo     | Villmanstrand          | FC PotkuPallo                                             |                              |
| 2. | JK Bulls          | Imatra                 | JK Bulls Imatra                                           |                              |
| 3. | LaPe              | Villmanstrand          | LAUTP (Lauritsalan Työväen Palloilijat) / Lappeen Pelurit | Uppflyttade från Sexan       |
| 4. | MoNsa             | Montola, Villmanstrand | Montolan Nuorisoseura                                     |                              |
| 5. | OViesti           | Otava, S:t Michel      | Otavan Viesti                                             |                              |
| 6. | SiU/2 PaSa/2      | Simpele, Rautjärvi     | Simpeleen Urheilijat 2 / Imatran Pallo-Salamat 2          |                              |

### Östra Finland(Itä-Suomi)
Östra Finlands distrikts lag är uppdelade i tre zoner med 6 eller 7 lag i varje. Alla lag möter alla två gånger, en gång på hemmaplan och en gång på bortaplan. De två bästa från varje zon spelar en kvalserie om att flyttas upp till Fyran.

#### Zon A
| Nr | Mest Använda Namn | Stad                         | Officiellt Lagnamn           | Upp/nerflyttningar från 2009 |
| -- | ----------------- | ---------------------------- | ---------------------------- | ---------------------------- |
| 1. | AC BARCA          | Vartiala, Riistavesi, Kuopio | AC BARCA                     | Zon B 2009                   |
| 2. | AFC Keltik        | Joensuu                      | Amateur Football Club Keltik |                              |
| 3. | FC Nurmes         | Nurmes                       | FC Nurmes                    |                              |
| 4. | LehPa/2           | Lehmo, Kontiolax             | Lehmon Pallo-77 / 2          |                              |
| 5. | PoPS-78           | Polvijärvi                   | Polvijärven Palloseura-78    | Degraderade från Fyran       |
| 6. | Riverball         | Joensuu                      | Riverball                    |                              |

#### Zon B
| Nr | Mest Använda Namn | Stad                          | Officiellt Lagnamn         | Upp/nerflyttningar från 2009 |
| -- | ----------------- | ----------------------------- | -------------------------- | ---------------------------- |
| 1. | AS KaWe           | Kuopio                        | AS KallaWesj               |                              |
| 2. | E-KI              | Kuopio                        | Etelä-Kuopion Ilves        | Nytt lag                     |
| 3. | FC Tarzan         | Kuopio                        | FC Tarzan                  |                              |
| 4. | HuPa              | Huuha, Naarajärvi, Pieksämäki | Huuhan Pallo               | Zon C 2009                   |
| 5. | KarTe             | Karttula                      | Karttulan Tennisseura      | Zon C 2009                   |
| 6. | LiPa/2            | Kuopio                        | Liitosalueen Pallo / 2     | Nytt lag                     |
| 7. | SoU/2             | Sorsakoski, Leppävirta        | Sorsakosken Urheilijat / 2 | Nytt lag                     |

#### Zon C
| Nr | Mest Använda Namn    | Stad                 | Officiellt Lagnamn                 | Upp/nerflyttningar från 2009 |
| -- | -------------------- | -------------------- | ---------------------------------- | ---------------------------- |
| 1. | KiuPa                | Kiuruvesi            | Kiuruveden Palloilijat             | Degraderade från Fyran       |
| 2. | PAVE                 | Idensalmi            | PAVE                               | Degraderade från Fyran       |
| 3. | Raiku                | Rautavaara, Joensuu  | Rautavaaran Raiku                  | Zon B 2009                   |
| 4. | SiPS/2               | Siilinjärvi          | Siilinjärven Palloseura / 2        | Nytt lag                     |
| 5. | ToU/2                | Toivala, Siilinjärvi | Toivalan Urheilijat / 2            | Nytt lag                     |
| 6. | Zulimanit/PappaZulut | Kuopio               | Soccer Club Zulimanit / PappaZulut |                              |

### Mellersta Finland(Keski-Suomi)
En 17-lags serie där alla möter alla en gång.
| Nr  | Mest Använda Namn   | Stad                | Officiellt Lagnamn            | Upp/nerflyttningar från 2009     |
| --- | ------------------- | ------------------- | ----------------------------- | -------------------------------- |
| 1.  | Mustarastas         | Jyväskylä           | FC Blackbird / Mustarastas    | Nytt lag                         |
| 2.  | FC Keitelejazz      | Äänekoski           | FC Keitelejazz                | Hette tidigare FC Keitelejazz II |
| 3.  | FCK                 | Jyväskylä           | Fotball Club Kurd             |                                  |
| 4.  | FCV Reds            | Vaajakoski          | FC Vaajakoski / Reds          |                                  |
| 5.  | FP JKL (U.S.Skädäm) | Jyväskylä           | U.S. Skädäm / FP JKL          | Nytt lag                         |
| 6.  | Harjun Potku (BET)  | Jyväskylä           | Blue Eyes Team / Harjun Potku |                                  |
| 7.  | JIlves II           | Jämsänkoski         | Jämsänkosken Ilves / II       |                                  |
| 8.  | JoSePa              | Joutsa              | Joutsan Seudun Pallo          |                                  |
| 9.  | KaDy II             | Jyväskylä           | FC Kampuksen Dynamo / II      |                                  |
| 10. | Kiva                | Karstula            | Karstulan Kiva                |                                  |
| 11. | KonnU               | Konnevesi           | Konneveden Urheilijat         |                                  |
| 12. | MultiAnts           | Muldia              | MultiAnts                     |                                  |
| 13. | Nousu               | Jyväskylä           | Jyväskylän Nousu              |                                  |
| 14. | PaRi II             | Palokka, Jyväskylä  | Palokan Riento / II           | Nytt lag                         |
| 15. | PetPet              | Petäjävesi          | Petäjäveden Petäiset          |                                  |
| 16. | Urho                | Suolahti, Äänekoski | Suolahden Urho                | Nytt lag                         |
| 17. | VJK                 | Viitasaari          | Viitasaaren Jalkapalloklubi   | Nytt lag                         |

### Norra Finland(Pohjois-Suomi)

#### Uleåborg (Oulu)
Uleåborg distrikts lag spelas 2010 i en 12-lags serie med 4 lag uppflyttade från Sexan som i Uleåborgs distrikt upphörde på grund av för lite lag. Det är bara Pattijoen Tempaus / 2 som spelat till sig en plats i Femman. FC Suola, Inter Välivainio FC och Kiimingin Riento blev uppflyttade till Femman endast på grund av att Sexan upphörde.
| Nr  | Mest Använda Namn | Stad       | Officiellt Lagnamn        | Upp/nerflyttningar från 2009 |
| --- | ----------------- | ---------- | ------------------------- | ---------------------------- |
| 1.  | FC International  | Uleåborg   | FC International          |                              |
| 2.  | FC Lepakot        | Uleåborg   | FC Lepakot                | Avstängda från serien        |
| 3.  | FC RAI 2          | Uleåborg   | FC RAI / 2                |                              |
| 4.  | FC Suola          | Uleåsalo   | FC Suola                  | Sexan 2009                   |
| 5.  | HauPa 2           | Haukipudas | Haukiputaan Pallo / 2     |                              |
| 6.  | Herkku-Papat      | Uleåborg   | Herkku-Papat              | Nytt lag                     |
| 7.  | IVFC              | Uleåborg   | Inter Välivainio FC       | Sexan 2009                   |
| 8.  | KiiRi             | Kiminge    | Kiimingin Riento          | Sexan 2009                   |
| 9.  | MuhU              | Muhos      | Muhoksen Urheilijat       |                              |
| 10. | OTP               | Uleåborg   | Oulun Työväen Palloilijat | Nytt lag                     |
| 11. | Paavolan Kisa     | Siikajoki  | Paavolan Kisa             | Nytt lag                     |
| 12. | PaTe 2            | Brahestad  | Pattijoen Tempaus / 2     | Uppflyttade från Sexan       |

### Mellersta Österbotten(Keski-Pohjanmaa)
Mellersta Österbottens distrikts lag spelar i en 12-lags serie där alla möter alla två gånger, en gång på hemmaplan och en gång på bortaplan.teams play in a 12 team section playing home and away. Seriens två bästa lagflyttas upp till Fyran. De två sämsta lagen degraderas till Sexan.
| Nr  | Mest Använda Namn | Stad                   | Officiellt Lagnamn              | Upp/nerflyttningar från 2009 |
| --- | ----------------- | ---------------------- | ------------------------------- | ---------------------------- |
| 1.  | Esse IK II        | Esse, Pedersöre        | Esse Idrottsklubb / II          |                              |
| 2.  | FC Folk           | Vatjusjärvi, Haapavesi | FC Folk                         |                              |
| 3.  | FC YPA III        | Ylivieska              | Jalkapalloseura FC YPA / III    | Uppflyttade från Sexan       |
| 4.  | IK Myran II       | Nedervetil, Kronoby    | Idrottsklubben Myran / II       |                              |
| 5.  | MunU              | Munsala, Nykarleby     | Munsala United                  | Uppflyttade från Sexan       |
| 6.  | OuHu              | Oulais                 | Oulaisten Huima                 | Degraderade från Fyran       |
| 7.  | Prs Into          | Jakobstad              | Pietarsaaren Into               |                              |
| 8.  | Reima II          | Yxpila, Karleby        | Ykspihlajan Reima / II          |                              |
| 9.  | RyPK-84           | Rytimäki, Karleby      | Rytimäen Pallokerho -84         |                              |
| 10. | Såka              | Karleby                | Såka Fotboll                    |                              |
| 11. | Sääripotku        | Karleby                | FC Sääripotku                   |                              |
| 12. | TUS II            | Terjärv, Kronoby       | Terjärv Ungdoms Sportklubb / II |                              |

### Vasa(Vasa)
Vasas distrikts lag spelar en 12-lags serie där alla möter alla två gånger, en gång på hemmaplan och en gång på bortaplan. Vinnaren flyttas upp till Fyran medan de två sämsta lagen degraderas till Sexan.
| Nr  | Mest Använda Namn      | Stad              | Officiellt Lagnamn               | Upp/nerflyttningar från 2009 |
| --- | ---------------------- | ----------------- | -------------------------------- | ---------------------------- |
| 1.  | ABC                    | Vasa              | Akademisk Boll Club              | Degraderade från Fyran       |
| 2.  | ABC Oldboys            | Vasa              | Akademisk Boll Club / Oldboys    | Uppflyttade från Sexan       |
| 3.  | FC Korsholm Young Boys | Korsholm          | FC Korsholm / Young Boys         |                              |
| 4.  | FC Kuffen/2            | Kvevlax, Korsholm | FC Kuffen / 2                    |                              |
| 5.  | Karhu Young Boys       | Kauhajoki         | Kauhajoen Karhu / Young Boys     |                              |
| 6.  | KJV /Kanu              | Kortesjärvi       | Kortesjärven Järvi-Veikot / Kanu |                              |
| 7.  | Luja                   | Laihela           | Laihian Luja                     |                              |
| 8.  | Malax IF               | Malax             | Malax Idrottsförening            |                              |
| 9.  | SIK                    | Solf, Korsholm    | Solf IK                          |                              |
| 10. | Sisu                   | Seinäjoki         | Seinäjoen Sisu                   | Degraderade från Fyran       |
| 11. | SuSi/2                 | Suvilahti, Vasa   | Suvilahden Sisu / 2              | Uppflyttade från Sexan       |
| 12. | TeTe                   | Tervalaakso, Vasa | Tervalaakson Teräs               |                              |

### Satakunda(Satakunta)
Satakundas distrikts lag spelar i en 9-lags dubbelserie (alla lag möter alla två gånger, en gång på hemmaplan och en gång på bortaplan).
| Nr | Mest Använda Namn | Stad       | Officiellt Lagnamn     | Upp/nerflyttningar från 2009 (uppg. saknas) |
| -- | ----------------- | ---------- | ---------------------- | ------------------------------------------- |
| 1. | FC Eurajoki       | Euraåminne | Football Club Eurajoki |                                             |
| 2. | FC Jazz-J3        | Björneborg | FC Jazz-Juniorit3      |                                             |
| 3. | KaPa              | Kankaanpää | Kankaanpään Pallo      |                                             |
| 4. | LLuja             | Vittis     | Lauttakylän Luja       |                                             |
| 5. | LuVe 2            | Luvia      | Luvian Veto 2          |                                             |
| 6. | MuSa 3            | Björneborg | Musan Salama           |                                             |
| 7. | Nasta 2           | Nakkila    | Nakkilan Nasta         |                                             |
| 8. | ReKu              | Räfsö      | Reposaaren Kunto       |                                             |
| 9. | TOVE2             | Toejoki    | Toejoen Veikot         |                                             |

### Tammerfors(Tampere)
Tammerfors distrikts lag spelar i två 12-lags serier där alla möter alla två gånger, en gång på hemmaplan och en gång på bortaplan. Zonvinnarna flyttas upp till Fyran. De fyra sämsta lagen i båda zonerna degraderas till Sexan.

#### Zon 1
| Nr  | Mest Använda Namn | Stad                  | Officiellt Lagnamn                  | Upp/nerflyttningar från 2009 |
| --- | ----------------- | --------------------- | ----------------------------------- | ---------------------------- |
| 1.  | ACE               | Tammerfors            | Tampereen Teekkareiden JP-kerho ACE | Zon 3 2009                   |
| 2.  | FC Melody         | Tammerfors            | FC Melody                           | Zon 3 2009                   |
| 3.  | Jags              | Tavastehus            | Jukola Jaguars                      |                              |
| 4.  | KylVe             | Kylmäkoski            | Kylmäkosken Veikot                  |                              |
| 5.  | LaPro             | Lamminpää, Tammerfors | Lamminpään Pallopeli Projekti       | Zon 3 2009                   |
| 6.  | OldSchool         | Tammerfors,           | AC OldSchool CF                     | Zon 3 2009                   |
| 7.  | PiPo-79           | Pispala, Tammerfors   | Pispalan Ponnistus -79              | Uppflyttade från Sexan       |
| 8.  | PIsku             | Hattula               | Pekolan Isku                        |                              |
| 9.  | Soho SS           | Tammerfors            | Soho Sporting Society               | Uppflyttade från Sexan       |
| 10. | TJK LiePo         | Tammerfors            | Tampereen Jalkapalloklubi / LiePo   | Zon 3 2009                   |
| 11. | UrPS              | Urdiala               | Urjalan Palloseura                  |                              |
| 12. | VaKP              | Valkeakoski           | Valkeakosken Koskenpojat            | VaKP/2                       |

#### Zon 2
| Nr  | Mest Använda Namn | Stad                   | Officiellt Lagnamn                   | Upp/nerflyttningar från 2009 |
| --- | ----------------- | ---------------------- | ------------------------------------ | ---------------------------- |
| 1.  | Apassit           | Kyröskoski, Tavastkyro | Parkunmäen Apassit                   |                              |
| 2.  | FC Polla /2       | Tammerfors             | Pallopäät (FC Polla) / 2             |                              |
| 3.  | FC Teivo          | Ylöjärvi               | FC Teivo                             |                              |
| 4.  | FC Vapsi          | Vammala                | FC Vapsi                             | Degraderade från Fyran       |
| 5.  | HST               | Hervanta, Tammerfors   | Hervanta Sporting Team               | Zon 3 2009                   |
| 6.  | Kristallipalatsi  | Nokia                  | Kuninkaallinen Kristallipalatsi 2000 |                              |
| 7.  | NoPy              | Nokia                  | Nokian Pyry                          | Degraderade från Fyran       |
| 8.  | TaPa              | Tammerfors             | Tampereen Palloilijat                |                              |
| 9.  | TKT KooTee        | Tammerfors             | Tampereen Kisatoverit / KooTee       | Zon 1 2009                   |
| 10. | Tuisku Daltonit   | Orivesi                | Oriveden Tuisku / Daltonit           | Zon 3 2009                   |
| 11. | YlöR              | Ylöjärvi               | Ylöjärven Ryhti                      |                              |
| 12. | YPA               | Ylöjärvi               | Ylöjärven Pallo                      |                              |

### Åbo(Turku)
Lagen tävlar i två serier, den Övre Serien (Sommar) med 12 lag och den Lägre Serien (Sommar) med likaså 12 lag.  I Sommar-omgången möter lagen varandra en gång och när alla matcher spelats flyttas de tre bästa lagen från den Lägre Serien upp och de tre sämsta lagen i den Övre Serien degraderas. I höst-omgången möts alla lag igen en gång. När höst-omgången är slut flyttas de tre bästa lagen från den Övre Serien (Höst) till Fyran och de tre sämsta från den Lägre Serien degraderas till Sexan.

#### Övre Serien - Sommar
| Nr  | Mest Använda Namn | Stad       | Officiellt Lagnamn                | Upp/nerflyttningar från 2009                |
| --- | ----------------- | ---------- | --------------------------------- | ------------------------------------------- |
| 1.  | AC Sauvo          | Sagu       | Sauvon Urheilijat / AC Sauvo      | Lägre Serien - Höst                         |
| 2.  | AFC Campus        | Åbo        | Academic Football Club Campus     | Lägre Serien - Höst                         |
| 3.  | FC NU             | Åbo        | FC Nations United                 | Lägre Serien - Höst                         |
| 4.  | FC Turku          | Åbo        | Football Club Turku -82           |                                             |
| 5.  | KaaPS             | S:t Karins | Kaarinan Palloseura               | Lägre Serien - Höst                         |
| 6.  | LTU 2             | Littois    | Littoisten Työväen Urheilijat / 2 | Befriade från degradering till Lägre Serien |
| 7.  | Nagu IF           | Nagu       | Nagu Idrottsförening rf           |                                             |
| 8.  | RaiTeePee         | Reso       | Raision Työväen Palloilijat       |                                             |
| 9.  | Ryhti             | Reso       | Raision Ryhti                     |                                             |
| 10. | SCR               | Reso       | Sporting Club Raisio              | Degraderade från Fyran                      |
| 11. | TuPV              | Åbo        | Turun Pallo-Veikot                |                                             |
| 12. | Wilpas 2          | Salo       | Salon Vilpas / 2                  |                                             |

#### Lägre Serien - Sommar
| Nr  | Mest Använda Namn | Stad               | Officiellt Lagnamn    | Upp/nerflyttningar från 2009      |
| --- | ----------------- | ------------------ | --------------------- | --------------------------------- |
| 1.  | Atletico          | Åbo                | Atletico Ispoinen     | Uppflyttade från Sexan            |
| 2.  | BFB               | Pikis              | BFB Piikkiö           |                                   |
| 3.  | FC Bosna          | Åbo                | Suomi-Bosnia seura    |                                   |
| 4.  | Hot Lips          | Åbo                | FC HotLips Turku      | Uppflyttade från Sexan            |
| 5.  | Jyske             | Letala             | Laitilan Jyske        |                                   |
| 6.  | Lieto 2           | Lundo              | Liedon Pallo / 2      | Högre Serien - Höst               |
| 7.  | MaPS              | Masku              | Maskun Palloseura     | Uppflyttade från Sexan            |
| 8.  | PaiHa             | Pemar              | Paimion Haka          | Högre Serien - Höst               |
| 9.  | PaVin             | Pansio, Åbo        | Pansion Vintiöt       |                                   |
| 10. | TaaJä             | Dalsbruk, Kimitoön | Taalintehtaan Jäntevä | Befriade från degradering         |
| 11. | TuKV              | Åbo                | Turun Kisa-Veikot     |                                   |
| 12. | ÅIFK 3            | Åbo                | ÅIFK Jalkapallo / 3   | Uppflyttade från Sexan som ÅIFK 2 |